# Istana Kampong Glam

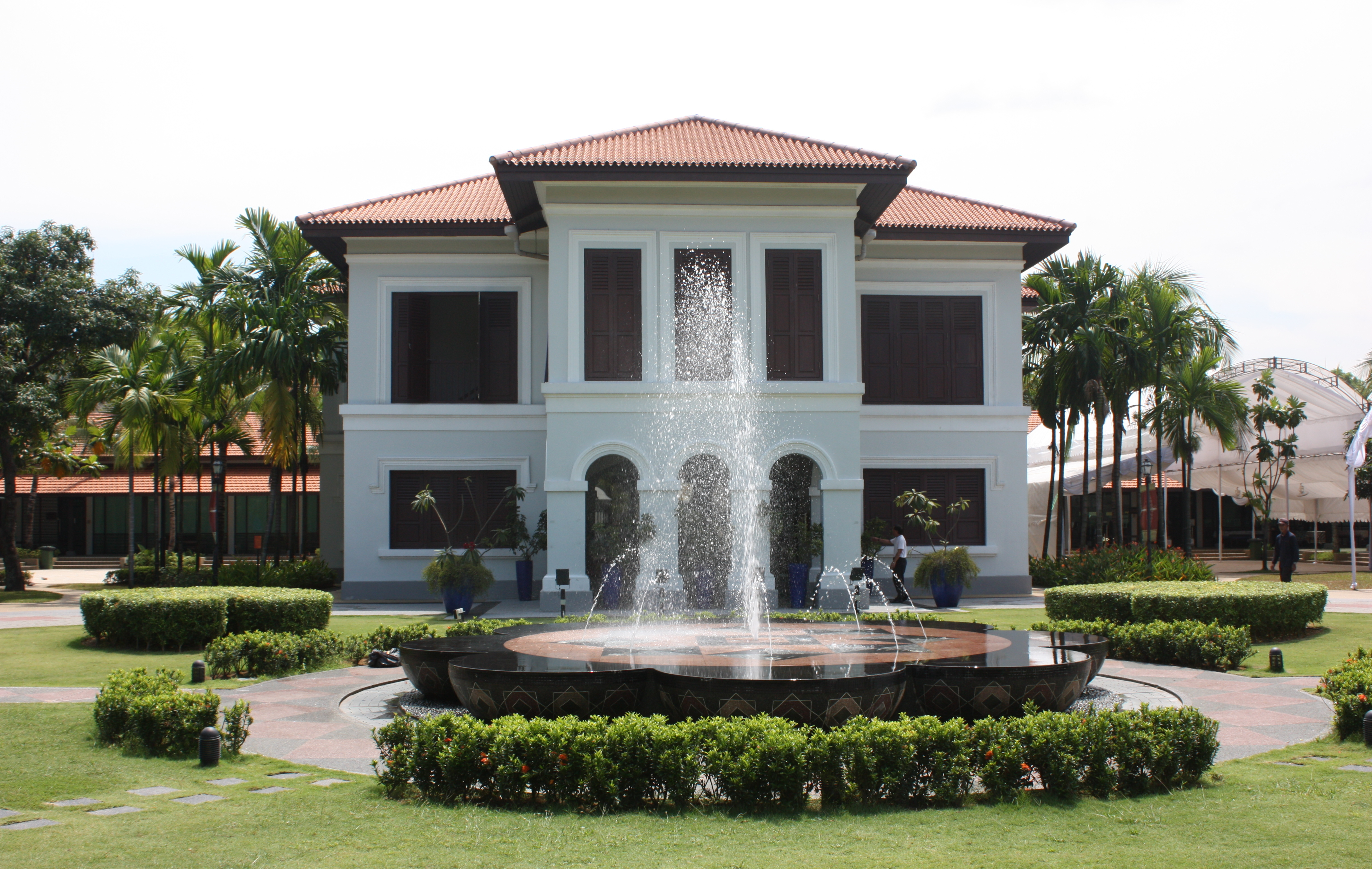
Istana Kampong Glam

Der Istana Kampong Glam (auf Deutsch: Palast Kampong Glam, chin.: 甘榜格南皇宫), auch Istana Kampong Gelam, ist ein einst für den Sultan von Johor errichteter Palast. Er befindet sich nahe der Masjid Sultan im singapurischen Stadtviertel Kampong Glam. Der Bau wurde 1819 auf Geheiß des Sultans von Johor Hussein Shah errichtet. Seit dem 27. November 2004 befindet sich dort eine Kultureinrichtung, das Malay Heritage Centre.